# Caitlin Stasey
Caitlin Jean Stasey (Melbourne, 1º maggio 1990) è un'attrice australiana.

## Biografia
Ha mostrato sin da piccola un grande interesse per il teatro e proprio per questo i genitori la iscrissero all'età di 7 anni ad una scuola specializzata nell'ambito di canto, ballo e recitazione. Nonostante per motivi di famiglia fosse sempre costretta a trasferirsi durante tutta la sua infanzia dall'Australia all'Inghilterra è riuscita a conciliare le sue attività e far sì che il suo primo ruolo fosse in una pubblicità delle Olimpiadi del 2000: I still call Australia Home. A 10 anni Caitlin aveva già girato il mondo con il coro dello spot della Qantas e ottenuto vari ruoli in teatro.
Dopo tre anni Caitlin ha avuto il suo primo ruolo da protagonista nella serie TV The Sleepover Club, basato sui libri dell'autrice Rose Impey. La serie segue la vita di cinque pre-adolescenti che si sono riunite in un club per confidare i loro segreti e divertirsi insieme. Caitlin interpretò il ruolo di Francesca 'Frankie' Thomas, la leader del club. La serie è composta da 26 episodi e fu di un notevole successo per cui fu creata anche una seconda stagione in cui Caitlin, però, ha recitato solo nel primo episodio.
All'inizio del 2005, dopo anni di audizioni e duro studio, Caitlin è riuscita ad attirare l'attenzione della produttrice di Neighbours, Jan Russ, che le assegnò il ruolo di Rachel Kinski nella famosa soap opera/drama che narra le vicende degli abitanti in Ramsay street. Caitlin ha vinto la parte nell'aprile 2005, e il suo primo episodio è andato in onda il 18 agosto dello stesso anno. Ha interpretato il personaggio di Rachel fino a marzo 2009, dopo aver smesso di filmare gli episodi e aver annunciato di lasciare il cast. Gli episodi con il suo personaggio sono oltre 400.
Oltre ai suoi ruoli in TV, Caitlin ha partecipato a vari spettacoli teatrali. Ha passato l'intero mese di dicembre 2008 in Inghilterra a promuovere lo spettacolo teatrale Snow White and the seven dwarfs nel quale ha interpretato il ruolo di Biancaneve. La rappresentazione teatrale ha riscosso un notevole successo e registrato il record di incassi al Theatre Royal di Norwich. Nel 2009 è stata protagonista di The Subtle Art of Flirting al teatro Newton Workers club.
Il 4 settembre 2009 è stato annunciato che Caitlin avrebbe interpretato il ruolo di Ellie Linton nel film Tomorrow, When the war began tratto dall'omonimo best seller australiano scritto da John Marsden. La saga narra la storia di otto ragazzi che partono per andare in campeggio ma al loro ritorno devono combattere contro degli invasori stranieri che hanno distrutto il loro paese. Gran parte delle scene è stata girata in Hunter Valley, Blue Mountains e Raymond Terrace (NSW). Il regista è Stuart Beattie e il film è uscito nelle sale cinematografiche australiane e in Nuova Zelanda nel 2010.
Nel 2013 ha ottenuto il ruolo di Kenna nella serie TV statunitense Reign.

## Vita privata
Nel 2014 Stasey viveva a Los Angeles. Nel 2016 ha sposato l'attore americano Lucas Neff. All'inizio del 2021, Stasey ha rivelato che lei e Neff hanno divorziato e che ha iniziato una relazione con Erin Murphy-Muscatelli.

## Filmografia

### Cinema
- Spring Breakdown, regia di Ryan Shiraki (2009) - non accreditata
- Il domani che verrà - The Tomorrow Series (Tomorrow, When the War Began), regia di Stuart Beattie (2010)
- Evidence, regia di Olatunde Osunsanmi (2013)
- All Cheerleaders Die, regia di Lucky McKee e Chris Sivertson (2013)
- Chu and Blossom, regia di Charles Chu e Gavin Kelly (2014)
- Lust for Love, regia di Anton King (2014)
- I, Frankenstein, regia di Stuart Beattie (2014)
- Smile, regia di Parker Finn (2022)

### Televisione
- The Sleepover Club – serie TV, 27 episodi (2002-2006)
- Neighbours – serial TV, 412 puntate (2005-2009)
- Please Like Me – serie TV, 21 episodi (2013-2016)
- Reign – serie TV, 44 episodi (2013-2015)
- APB - A tutte le unità (APB) – serie TV, 12 episodi (2017)
- Fantasy Island – serie TV, episodio 1x07 (2021)
- La classe del 2007 - serie TV, 8 episodi (2023)
- Mayans M.C. – serie TV, 4 episodi (2023)

### Cortometraggi
- J.A.W., regia di Nate Parker (2011)
- Rock Bottom, regia di Dylan Meyer (2019)
- Laura Hasn't Slept, regia di Parker Finn (2020)

## Doppiatrici italiane
Nelle versioni in italiano delle opere in cui ha recitato, Caitlin Stasey è stata doppiata da:
- Alessia Amendola ne Il domani che verrà - The Tomorrow People, Reign
- Giulia Franceschetti in Fantasy Island, Smile
- Chiara Gioncardi in I, Frankenstein
- Eleonora Reti in The Sleepover Club
- Elisabetta Spinelli in All Cheerleaders Die
- Serena Sigismondo in APB - A tutte le unità
- Flavia Altomonte in Mayans M.C.

## Teatro
- Snow White and the Seven Dwarfs (2008)
- The Subtle Art of Flirting (2009)